# Trío (Castropol)
Trío (oficialmente y en asturiano: Trigo) es una casería de la parroquia de Presno, concejo de Castropol, en la comarca del Eo-Navia, Principado de Asturias, España.